# Fantastyczne zwierzęta i jak je znaleźć
Fantastyczne zwierzęta i jak je znaleźć (ang. Fantastic Beasts and Where to Find Them) – książka napisana przez Joanne Kathleen Rowling po stworzeniu przez nią czwartej części Harry’ego Pottera, Czary Ognia. Książka ma być jakoby kopią egzemplarza należącego do Harry’ego Pottera i napisanego przez Newta Skamandera.
Oficjalna premiera książki odbyła się w 2001 roku. Za polską wersję odpowiada wydawnictwo Media Rodzina. W 2017 roku książka została wydana ponownie z nową treścią. Dochód z jej sprzedaży trafił do fundacji Comic Relief, która zajmuje się ratowaniem życia ludzi i pomocą dla najbiedniejszych na całym świecie.

## Fabuła

### Fikcyjna książka
Fikcyjna książka została napisana przez Newtona Skamandera, słynnego magizoologa, a jej pierwsze wydanie nastąpiło w roku 1927. Fantastyczne zwierzęta są oficjalnie zatwierdzonym podręcznikiem w Szkole Magii i Czarodziejstwa w Hogwarcie do nauki opieki nad magicznymi stworzeniami.

### Prawdziwa książka
Prawdziwa książka została napisana przez J.K. Rowling pod pseudonimem Newt Skamander. W książce można znaleźć m.in. przedmowę Albusa Dumbledore’a, opis podziału na istoty, zwierzęta i duchy oraz opis siedemdziesięciu pięciu gatunków magicznych zwierząt. Ma to być pięćdziesiąte drugie wydanie Fantastycznych zwierząt, które po raz pierwszy trafi do mugoli, aby wspomóc fundację Comic Relief. W przedmowie, Dumbledore informuje mugolskich nabywców, „że wszystkie opisane tu zabawne stworzenia są wymyślone i nie mogą was skrzywdzić”.

## Informacje wydawnicze
- tłumaczenie: Andrzej Polkowski
- data pierwszego wydania w Polsce: 2002
- liczba stron: 48
- dostępne w oprawie miękkiej
- ISBN 83-7278-020-X

### Spis treści
1. Przedmowa Albusa Dumbledore’a
2. Wstęp Newta Skamandera
3. O tej książce
4. Czym jest magiczne zwierzę?
5. Mugole a fantastyczne zwierzęta, krótka historia mugolskiej świadomości
6. Magiczne zwierzęta w ukryciu
7. Dlaczego magizoologia jest tak ważna?
8. Klasyfikacja Ministerstwa Magii
9. Fantastyczne zwierzęta od A do Z

## Ekranizacje[2]
12 września 2013 J.K. Rowling oświadczyła na Facebooku, że podpisała z wytwórnią Warner Bros. umowę na zrealizowanie spin-offu osadzonego w uniwersum Harry’ego Pottera, zatytułowanego Fantastic Beasts and Where to Find Them. Film opowie o Newcie Skamanderze i wydarzeniach, które doprowadziły do napisania Fantastycznych stworzeń..., zaś jego akcja rozpocznie się w Nowym Jorku na siedemdziesiąt lat przed wydarzeniami opisanymi w Kamieniu Filozoficznym. Rowling napisze scenariusz do filmu, co będzie jej debiutem scenopisarskim. 13 października 2016 zostało ogłoszone, że seria będzie składać się z pięciu filmów.